# Susan Hilferty
Susan Hilferty (Arlington, 23 gennaio 1953) è una costumista statunitense.

## Biografia
Susan Hilferty studiò all'Università Syracuse e Yale, prima di fare il suo debutto a Broadway nel 1980. Da allora ha disegnato i costumi di oltre trecento opere di prosa, musical e opere liriche in tutto il mondo. È particolarmente nota per aver creato i costumi per il musical Wicked, che le sono valsi il Tony Award ai migliori costumi. Il suo lavoro a Broadway include anche i costumi de La commedia degli errori (1987), How to Succeed in Business Without Really Trying (1995), La notte dell'iguana (1996), into the Woods (2002), Assassins (2004), Lestat (2006), Spring Awakening (2006), Annie (2012) e Il divo Garry (2017), ottenendo così altre quattro candidature ai Tony Award.